# 清瀬のどか
清瀬 のどか（きよせ のどか、4月15日）は、日本の漫画家・イラストレーター。
2003年～2005年にかけてファイナルファンタジーXI LANDS END（ブロスコミックス/ブロスEXコミックス）のアンソロジーに参加した。04年分までの全作品が収録された清瀬のどか作品集『ファイナルファンタジーＸＩ-LANDS END-』が2005年に出版されている。

## 作品リスト

### 漫画
- 鋼殻のレギオス MISSING MAIL（「原作:雨木シュウスケ」月刊ドラゴンエイジ/掲載） 全8巻
- ファイナルファンタジーXI -LANDS END-（FF11アンソロジーコミック/掲載）
- 学習まんが NEW日本の歴史04 武士の世の中へ（「総監修:大石学」「監修:山野井健五」学研マーケティング/刊行）
- 大人になるまでに学びたい 夢・情熱・好奇心の育 マンガ世界の偉人5（朝日新聞出版/刊行）※「ニュートン」担当
- 週刊マンガ日本史　源頼朝 (「監修:河合敦、山口正」朝日新聞出版/刊行)
- 不貞の子は父に売られた嫁ぎ先の成り上がり男爵に真価を見いだされる~ロレッタと天才魔導士の結婚~ (「原作:三崎ちさ」「キャラクター原案:花染なぎさ」)

### イラスト
- 眠れる女王　ラクラ=ウリガに咲く夢（鷹野祐希/著、角川ビーンズ文庫)
- テーヌ・フォレーヌ物語（藤本ひとみ/著、角川ビーンズ文庫) 全4巻
  - 王女アストライア
  - 王都の将アレク
  - テセウスの誘惑
  - 水晶宮のエリス
- 金の鎖が支配する（桜木知沙子/著、キャラ文庫）
- 怪盗アルセーヌ・ルパン（モーリス・ルブラン著、二階堂黎人編著、10歳までに読みたい名作ミステリー) 全5巻
  - あやしい旅行者
  - あらわれた名探偵
  - 王妃の首かざり
  - 少女オルスタンスの冒険
  - 813にかくされたなぞ
- 霊能者・寺尾玲子の真 闇の検証
- NEW日本の歴史別巻 文化遺産学習事典

### その他
- 紅炎のソレンティア